# 岩龙
岩龙（1960年1月—1979年2月25日），云南景洪人，傣族，中国人民解放军人物。

## 生平
1978年3月，加入中国人民解放军，同年加入中国共产主义青年团，担任中国人民解放军第十四军四十师120团五连四班战士，因作战勇敢，受嘉奖4次，被所在团树为射击、投弹和军体标兵。
1979年，他参加中越战争。2月21日，部队突破敌人前沿阵地后，五连奉命沿着7号公路向老街东面的南征地区前进。部队行进到78号高地附近，突然与越军遭遇，对方用高射机枪、轻重机枪齐向解放军扫射。排长命令六班占领右侧山头作掩护，自己带着四班迅速占领78号高地前面的一个小山包，各选地形向敌还击。这个小山包低于78号高地，越军居高临下，凭险据守，以密集的火力猛烈扫射四班阵地，排长潘昆华牺牲。岩龙所在第二战斗小组3人负伤，只剩下他自己一人。
岩龙掩护通信员把伤员和烈士送走后，决定钻到越军腹地，一直摸到离敌人不到100米的地方，在茅草丛中，对准环形工事里露着半个脑袋正向解放军阵地射击的越军，孤身奋战4个小时，他带的150发子弹剩下25发，接连灭越军三个火力点，其中包括一个重机枪火力点，同时又消灭敌人一个炮阵地和一股企图偷袭解放军的越军，共击毙越军20多个。他孤胆作战，打乱了敌人的阵脚，牵制着越军的火力，使解放军胜利夺取了78号高地。
2月25日下午，部队向郎多铺楼北面的一个越军据点挺进。岩龙在搜索追歼越军的过程中，被子弹打中了胸膛，当场阵亡。1979年3月，所在师党委根据生前志愿，追认他为中国共产党党员，并追记一等功，同年9月17日，中央军委授予他“孤胆英雄”的荣誉称号。